# Liolaemus tari
Liolaemus tari — вид ігуаноподібних ящірок родини Liolaemidae. Ендемік Аргентини.

## Поширення і екологія
Liolaemus tari мешкають в горах Месета-дель-Вьєнто и Месета-де-ла-Сіберіа в департаменті Лаго-Архентіно в провінції Санта-Крус. Вони живуть серед скель, місцями порослих невисокими чагарниками. Зустрічаються на висоті від 600 до 720 м над рівнем моря. Є живородними.